# Jean-Marie Donat
 (avril 2022).
Pour les articles homonymes, voir Donat.
Jean-Marie Donat, né en 1962 à Paris, est un artiste-iconographe, collectionneur de photographie vernaculaire et éditeur de livres de photographie français. Il vit et travaille à Paris,,.
Il dirige également les Éditions Innocences ainsi que l'agence de création éditoriale AllRight.

## Biographie
Fils d’un imprimeur parisien, Jean Marie Donat fait ses études de graphisme au Lycée Corvisart dans la section Art Graphique.
Au début des années 1980, Il collabore à la revue italienne spécialisée dans la bande-dessinée Frigidaire (en).
Il est durant quinze ans directeur artistique chez Sarbacane Design, bureau de création spécialisé dans l’édition et la publicité, fondé en 1988 par Frédéric Lavabre et Arnaud Sélérier. Il participe en 2003 au lancement des Éditions Sarbacane.
Également collectionneur de disques vinyles, Jean-Marie Donat participe en 1998 au lancement du label Patate Records, dirigé par  Pierre-Alexandre Mestcherinof, label spécialisé dans la réédition d’œuvres musicales d’artistes jamaïcains.
En 2013, il crée AllRight, agence de packaging éditorial.
En 2015, la première exposition personnelle consacrée à sa collection de photographies est présentée dans le cadre des Rencontres d’Arles, sous le commissariat de Sam Stourdzé. À cette occasion, il fonde la maison d’édition Innocences dédiée à l’image sous toutes ses formes.
Depuis, son travail autour la photographie vernaculaire a fait l'objet d'expositions internationales et de plusieurs ouvrages.

## Collection
La collection de Jean-Marie Donat constituée sur plus de 30 ans, regroupe plus de 40 000 photographies , ektachromes et négatifs. Elle compte également des cartes postales, et des magazines.
La collection est principalement composée d’images vernaculaires, photographies d'amateurs, d'anonymes. Elle couvre plus d’un siècle d’histoire de la photographie (1880-1990).
À partir de ce travail de sédimentation sur le temps long et d’introspection sur ce fonds, Jean-Marie Donat construit depuis les années 1980 ce corpus photographique avec la volonté de donner une lecture singulière du XXe siècle.
La particularité de la démarche artistique de Jean-Marie Donat est le développement de séries photographiques autour de sujets ou de détails répétitifs. il s’approprie, recontextualise et lie entre elles les images collectées et leur donne une nouvelle signification. Dans ce cadre, il a constitué plus de 200 séries thématiques.

## Expositions

### Expositions personnelles (sélection)
- 2015 : « Vernaculaire ! Trois Séries de la Collection Jean-Marie Donat »[8],[9], à la Chapelle de la Charité, Rencontres de la photographie d'Arles, Arles, France. Commissaire d’exposition : Sam Stourdzé.
- 2018 : « Carte blanche à Jean-Marie Donat », Container Village, Triennal of Photography Hambourg, Hambourg, Allemagne. Commissaire d’exposition : Krzysztof Candrowicz.
- 2018 : « Soldats Inconnus »[10], Centre de la Résistance et de la Déportation du Pays d’Arles, Cosmos Arles Books, Arles, France. Commissaire d’exposition : Olivier Cablat.
- 2019 : « Vernacular MashUp! »[11], Synthesis Gallery, Sofia, Bulgarie. Commissaires d’exposition : Nadezhda Pavlova et Nikola Mihov.
- 2019 : « The Lost and Found Transfigured - Bootleg Photographs from the Collection of Jean-Marie Donat »[12], Lianzhou Museum of Photography, Lianzhou, Chine. Commissaire d’exposition : François Cheval.
- 2020 : « A Self Portrait of the XXth Century - From the J.M. Donat Collection of Vernacular Photography »[13], Art_Inkubator, Lodz, Pologne. Commissaire d’exposition: Krzysztof Candrowicz.
- 2020 : « Rorschach », Festival Images Vevey[14],[15], Vevey, Suisse. Commissaires d’exposition : Stefano Stoll et Raphaël Biollay.
- 2021 : « Apocalypse »[16], Galerie Lendroit , Rennes, France. Commissaire d’exposition : Mathieu Renard.
- 2021 : «Rorschach », Alt+1000 Festival de photographie[17], Le Locle, Suisse. Commissaires d'exposition : Nathalie Herschdorfer et Caroline Stevan.
- 2021: Jean-Marie Donat et Thomas Sauvin - « Monumentum », à l’Espace Niemeyer[18],[19], Rencontres Photographiques du 10e, Paris, France.
- 2022 : « Tout doit disparaître »[20],[21],[22],[23],[24],[25], Le Centquatre-Paris, Paris,France. Commissaire d’exposition : Audrey Hoareau[26].
- 2022 : « La France timbrée », Festival Les Photomnales, sous le thème Cartographie, Beauvais, France. Commissaire d'exposition : Emmanuelle Halkin.
- 2022 : « Revoir Paris »[27], Festival Photo Saint Germain / Polycopies, installation sur les quais Solférino, Paris, France. Commissaire d’exposition : Aurélia Marcadier.
- 2023 : « Sainte-Barbe, Santa Barbara – Coal & Soap Opera »[28], installation photographique à la Cité des Électriciens par le CRP haut de France, Bruay-la-Buissière, France. Commissaire d’exposition : Audrey Hoareau.
- 2023 : « Tout doit disparaître »[29],[30],[31] au CRP/ Centre Régional de la Photographie Haut-de-France, Douchy-les-Mines, France. Commissaire d’exposition : Audrey Hoareau.
- 2023 : «Ne m'oublie pas »[32],[33],[34],[35] aux Rencontres de la Photographie d'Arles 2023, Arles, France. Commissaire d'Exposition : Jean-Marie Donat

### Expositions collectives (sélection)
- 2015 : « La Nuit de l’Année »[36], Rencontres de la photographie d'Arles, Arles, France.
- 2016 : « Photography Never Dies »[37], Galeria Wrocław Główny, Wrocław, Pologne, 2016, Capitale européenne de la culture, Wroclaw, Commissaire d'exposition: Krzysztof Candrowicz.
- 2016 : « Monstres, faites-moi peur - Un regard oblique sur les monstres au cinéma »[38] (prêt d’œuvres), Rencontres de la photographie d'Arles, Commissaires d'exposition: Marc Atallah et Frédéric Jaccaud.
- 2016 : « Lady Liberty : la fabrique photographique d'une icône »[39] (prêt d’œuvres), Rencontres de la photographie d'Arles, Arles, France, Commissaires d'exposition: Luce Lebart et Sam Stourdzé.

## Conférences
- 2015 : « Rewritten : rencontre avec Jean-Marie Donat »[40]. Invité pour une intervention autour de la démarche de collectionneur par le lieu d'exposition LE BAL, Paris, France.
- 2016 : « The Eyes Talks ». Invité en tant que collectionneur et éditeur par le magazine The Eyes pour une intervention autour de la série « U.S.E – United States of Europe » et de la collection, à l’occasion des Rencontres de la Photographie d’Arles 2016, Arles, France.
- 2017 : « Impressions #2 / Festival du livre de photographies »[41], rencontre animée par François Cheval, avec la présentation de l’ouvrage «Paranoid » de Jérôme Simon, Paris, France.
- 2017 : « POUK ! #03 - Photo Vernaculaire »[42], conférence soutenue par l’Institut Français, Sofia, Bulgarie.
- 2019 : « Vernacular MashUp! »[43], présentation et discussion autour de la photographie vernaculaire, Synthesis Gallery, Sofia, Bulgarie.
- 2019 : « Lost and Found Transfigured », conférence à propos de la collection, animée par le commissaire d’exposition François Cheval dans le cadre de l’exposition au Lianzhou Museum of Photography Lianzhou, Chine.

## Publications (sélection)
- Wild Wild Web, éd. Télémaque, 2014.  (ISBN 978-27-53302-36-5)
- Rorschach[44], portfolio publié dans la revue photographique ELSE #7, texte de présentation par Véronique Terrier Hermann, musée Photo Élysée, Lausanne, Suisse, 2014.
- Teddybär[45],[46], postface de Klaus Peter Speidel, éd. Innocences, 2015.  (ISBN 979-10-95154-00-6)
- Predator[47], postface de Jacinto Lageira, éd. Innocences, 2015.  (ISBN 979-10-95154-02-0)
- Blackface, postface de Robert C. Morgan, éd. Innocences, 2015.  (ISBN 979-10-95154-01-3)
- U.S.E, United States of Europe[48], portfolio publié dans la revue THE EYES #6, sélectionné par Vincent Marcilhacy, 2016.
- Rorschach[49], postface de François Cheval, éd. Innocences, 2016.  (ISBN 979-10-95154-04-4)
- Catch, L’age d’or 1920 - 1975[50], texte de Christian-Louis Eclimont, éd. Huginn & Muninn, 2016.  (ISBN 978-23-64805-07-1)
- Affreux Noël[51],[52],[53], éd. Cernunnos, 2016.  (ISBN 978-23-74950-23-5)
- What The Fuck, éd. Innocences / Télémaque , 2016  (ISBN 979-10-92775-34-1)
- Christmas Nightmare, éd. Cernunnos, 2017  (ISBN 978-23-74950-16-7)
- What The Mega Fuck, éd. Innocences / Télémaque, 2017, Le Monte-en-l'air, 2020  (ISBN 979-10-92775-31-0)
- Bons baisers de Montcuq, éd. Télémaque, 2017 .  (ISBN 978-2-7533-0327-0)
- Black is White[54], portfolio publié par la revue IRREVERENT #XII, sélectionné par Denis Esnault, 2018.
- To Heaven, photographies de François Gabriel, éd. Innocences, 2018.  (ISBN 979-10-95154-01-3)
- What The Super Mega Fuck, éd. Innocences / Télémaque, 2018, Le Monte-en-l'air, 2021.
- The Lost and Found Transfigured - Bootleg Photographs from the Collection of Jean-Marie Donat, éd. Lianzhou Museum of Photography / China International Press, 2019.
- Blanck – Photocut 02, texte de Véronique Terrier Hermann, éd. Synthesis gallery / Innocences, 2019
- La France des Ronds-points – meilleures souvenirs des trente glorieuses[55], avec un texte de Eric Alonzo, éd. Maison Cocorico, 2019.  (ISBN 978-23-64807-08-2)
- No War, éd. Innocences, 2019.
- This Is The Hand, portfolio publié par la revue PHOTOPAPER #39, sélectionné par Dieter Neubert, directeur de Fotobook Festival Kassel, 2019.
- A Self-Portrait of the XXth Century - From the J.M. Donat Collection of Vernacular Photography[56],[57], avant-propos de Marie José Mondzain, préface de Lucy Sante, entretien de Richard Vine et textes de Léo de Boisgisson, une coédition éd. Innocences / L'éditeur du dimanche, 2020.  (ISBN 979-10-95154-10-5)
- What The Giga Super Mega Fuck, éd. Le Monte-en-l'air, 2021.  (ISBN 979-10-92775-37-2)
- Tout doit disparaître, préface d'Audrey Hoareau, entretien de Richard Vine et textes de Léo de Boisgisson, éd. Le Centquatre-Paris / Innocences, 2021.  (ISBN 979-10-95154-12-9)
- What the FFAC!, catalogue de la Foire Foraine d'Art Contemporain 2022-2023 du Centquatre-Paris, éd. Le Centquatre-Paris, 2022.
- Ne M'oublie pas - Belsunce, Marseille - 1965-1980[58], textes Souâd Belhaddad, éd. Delpire & Co, 2023.

### Catalogues d’expositions collectives (sélection)
- Arles 2015 – Les rencontres de la photographie, éd. Actes sud, 2015.
- Photography Never Dies, éd. Wroclaw 2016, Capitale européenne de la culture, 2016.  (ISBN 978-83-944824-9-7)
- Lady Liberty : la fabrique photographique d'une icône, éd. Seuil[59], 2016.  (ISBN 9782021322484)
- Unexpected, Festival Images Vevey[60], Biennale des arts visuels, ed. Images Vevey, 2020.  (ISBN 978-2-940624-03-4)

### Direction d'ouvrages (sélection)
- The End, préface de Patrick Brion, éd. Télémaque, 2016.  (ISBN 978-2-7533-0312-6)
- Death on the Highway, réédition en fac-similé, éd. Innocences, 2017.
- Paranoid de Jérôme Simon[61], Préface de Rémi Coignet, éd. Innocences, 2017.  (ISBN 979-10-95154-05-1)
- Processing…  de Nikola Mihov[62], éd. Innocences, 2017.  (ISBN 979-10-95154-06-8)
- Miracolo !, éd. Innocences, 2017.
- Dolly Parton – Coloring Book, réédition en fac-similé, éd. Innocences, 2018.
- Pulsions graphiques, de Christophe Bier[63], ed. Cernunnos, 2018.  (ISBN 978-23-74951-24-9)
- Ce qui compte, de Benoît Luisière[64], éd. Innocences, 2018.  (ISBN 979-10-95154-08-2)
- Jésus a soif de Benoît Luisière, Cartes postales, éd. Innocences, 2018.
- Orgies graphiques, éd. Cocorico, 2019.  (ISBN 978-2-3648--0709-9)
- Memento Mori, de Florian Bonniot[65], éd. Innocences / Bol, 2021.  (ISBN 979-10-95154-11-2)

En tant que directeur de création de son agence AllRight, il travaille également pour de nombreuses autres maisons d’éditions, notamment : Acropole, Assimil, Centre Georges Pompidou, Dargaud, Huginn & Muninn, Glénat, Hatier, Heredium, Prisma, Le cercle de la librairie, Nathan, Phaïdon, Play Bac, Pocket, SciencesPo, Télémaque.